# Luís Andrade
Luís Filipe Andrade de Oliveira (Lisbona, 30 settembre 1973) è un allenatore di calcio ed ex calciatore portoghese, di ruolo difensore, tecnico del Flamengo femminile.

## Carriera

### Calciatore

#### Club
Ha giocato nel campionato portoghese, facendo anche esperienze all'estero in Spagna nel 2003-2004 e a Cipro nel 2006.

#### Nazionale
Con la Nazionale ha partecipato alle Olimpiadi nel 1996.

### Allenatore
Nell'estate 2019 ottiene l'incarico di tecnico del Benfica femminile, rilevando João Marques che aveva portato la squadra in Liga BPI la precedente stagione.